# Aromobates capurinensis
Aromobates capurinensis är en groddjursart som först beskrevs av Jaime E. Péfaur 1993.  Aromobates capurinensis ingår i släktet Aromobates och familjen Aromobatidae. IUCN kategoriserar arten globalt som otillräckligt studerad. Inga underarter finns listade i Catalogue of Life.